# Franc du Ruanda-Urundi
Pour les articles homonymes, voir franc.
 (décembre 2023).
Si vous disposez d'ouvrages ou d'articles de référence ou si vous connaissez des sites web de qualité traitant du thème abordé ici, merci de compléter l'article en donnant les références utiles à sa vérifiabilité et en les liant à la section « Notes et références ».
Le franc du Ruanda-Urundi est une monnaie émise pour le territoire sous mandat belge du Ruanda-Urundi (aujourd'hui le Rwanda et le Burundi), en Afrique de l'Est, entre 1960 et 1964. La monnaie a remplacé le franc du Congo belge, qui a circulé au Ruanda-Urundi de 1916 à 1960, date de l'indépendance du Congo belge, laissant le Ruanda-Urundi comme seule possession belge en Afrique.
Elle a fait l'objet de 7 billets de 5 à 1 000 Francs.
Après l'indépendance du Rwanda et du Burundi en 1962, le franc du Ruanda-Urundi a continué à circuler jusqu'en 1964, année où la monnaie a finalement été remplacée par deux monnaies nationales : le franc rwandais et le franc burundais.
Au début de la brève sécession du Katanga en 1960, les billets de 5, 10, 20, 50 Francs ont circulé surchargé Katanga en tant que Franc katangais.